# 12 Songs
Albums de Randy Newman
Randy Newman
(1968) Randy Newman Live
(1971)
12 Songs (1970) est le 2e album de l'auteur-compositeur-interprète américain de rock Randy Newman.
Ce second album de Randy Newman a eu plus de succès que le précédent, la pochette souligne la participation de Ry Cooder, Jim Gordon (Derek and the Dominos) et Clarence White (The Byrds).

## Titres de l’album
| No  | Titre                                           | Durée |
| --- | ----------------------------------------------- | ----- |
| 1.  | Have You Seen My Baby? (Newman)                 | 2:32  |
| 2.  | Let's Burn Down the Cornfield (Newman)          | 3:03  |
| 3.  | Mama Told Me (Not to Come) (Newman)             | 2:12  |
| 4.  | Suzanne (Newman)                                | 3:15  |
| 5.  | Lover's Prayer (Newman)                         | 1:55  |
| 6.  | Lucinda (Newman)                                | 2:40  |
| 7.  | Underneath the Harlem Moon (Botnick/Herschberg) | 1:52  |
| 8.  | Yellow Man (Newman)                             | 2:19  |
| 9.  | Old Kentucky Home (Newman)                      | 2:40  |
| 10. | Rosemary (Newman)                               | 2:08  |
| 11. | If You Need Oil (Newman)                        | 3:00  |
| 12. | Uncle Bob's Midnight Blues (Newman)             | 2:15  |

## Musiciens
- Clarence White - guitare
- Ron Elliott - guitare
- Ry Cooder	- guitare
- Randy Newman - piano, chant
- Lyle Ritz - guitare basse
- Gene Parsons - batterie
- Jim Gordon - batterie
- Al McKibbon -	guitare basse
- Roy Harte - percussions
- Milt Holland - percussions